# 川面千晶
川面 千晶（かわも ちあき、1988年12月15日 ‐ ）は、日本の女優。兵庫県出身。空所属。大阪芸術大学卒業。夫は諏訪雅（2018年 - ）。

## 出演

### テレビドラマ
- 植物男子ベランダー(2013年)
- リーガル・ハイ 第1シリーズ（2013年） ‐ 大塚広美 役
- 土曜プレミアム世にも奇妙な物語'13 秋の特別編『仮婚』(2013年)-典子　役
- ゴッドタン『芸人一発ギャグ再生研究所』アンガールズ（ジャンガジャンガ）編(2013年)-千晶役
- HERO (テレビドラマ) 第2シリーズ（2014年） - 加瀬美波 役
- ひとつ星の恋〜天才漫才師　横山やすしと妻〜(2014年)-主婦役
- 女はそれを許さない（2014年)-店員役
- 終電バイバイ(2014年)-飼い主の女役
- お先にどうぞ(2014年)-ホステス役
- 医龍4(2014年)-母役
- 植物男子ベランダーSeason2(2015年)
- 私に運命の恋なんてありえないって思ってた（2016年)-友達役
- 勇者ヨシヒコと導かれし七人(2016年)-ラーメン屋店員役
- 吉祥寺だけが住みたい街ですか?（2016年） ‐ 中尾冴子 役
- 家売るオンナ Season1（2016年） ‐ 木下えりざ 役
- GAKUYA〜開場は開演の30分前です〜(2016年)-岸部京佳役
- 植物男子ベランダーSeason3(2016年)
- 探偵の探偵(2016年)-鼻ピアスの女役
- ブランケット・キャッツ(2017年)-山本役
- 千住クレイジーボーイズ(2017年)-客役
- 愛したって秘密はある(2017年)-クライアント役
- ひよっこ(2017年)-ウェイトレス役
- 君はペット(2017年)-同僚役
- スーパーサラリーマン 佐江内氏(2017年)-もや夫の先生役
- 戦国のへ〜、ほ〜素朴な疑問を解決！(2017年)-お菊役
- 世にも奇妙な物語 '18春の特別編「フォローワー」(2018年)-葉子役
- 宮本から君へ(2018年)-石原役
- ヒモメン(2018年)-後輩店員役
- プリティが多すぎる(2018年)-由香里役
- ゴッドタン芝居ヤバイ芸人No.1決定戦
- いだてん〜東京オリムピック噺〜（2019年） - 金栗キヨメ 役
- きのう何食べた? Season1（2019年） - 早川さん 役
- ヨーロッパ企画の暗い旅演劇蟹工船　東京編(2019年)
- 頭に来てもアホとは戦うな！(2019年)-浦野京香役
- 僕はまだ君を愛さないことができる(2019年)-青江瞳役
- 全裸監督(2019年)-女王様役
- ヤクルトスワローズ設立50周年記念ドラマつばめ刑事(2019年)-母親役
- Unsolved Mysteries　TSUNAMI SPIRITS(2019年)-Rumiko役
- ベビーシッター・ギン！(2019年)-主婦役
- FLY! BOYS，FLY!　僕たち、CAはじめました(2019年)-理沙の母役
- モトカレマニア(2019年)-仲居役
- 剣客商売 (テレビドラマ) 第6作（2020年） ‐ 千代乃 役
- FOLLOWERS(2020年)-司会者役
- 今際の国のアリス(2020年)-リサ役
- 正しいロックバンドの作り方(2020年)-ユリコック役
- 宇宙同窓会(2020年)-みちゃこ役
- 男コピーライター、育休をとる。（2021年） - 阿部千尋 役
- ヤンキー君と白杖ガール（2021年） ‐ 黄多しずく 役
- 鉄道捜査官19(2021年)-東京駅の女性役
- 私が女優になる日(2021年)
- 夜のあぐら ～姉と弟と私～(2022年)-橋田さん役
- 拾われた男(2022年)-劇団☆新感線の事務のお姉さん
- 悪女 (漫画)（2022年） ‐ 森麻実 役
- ブラッシュアップライフ（2023年） ‐ 下川裕美 役
- 季節のない街(2023年)-土浦役
- それってパクリじゃないですか？（2023年） - 落合桃子 役
- 三ツ矢先生の計画的な餌付け。（2024年） - 藤堂ゆり子 役[1]
- それでも俺は、妻としたい 第2話・第9話（2025年1月19日・3月9日、テレビ大阪・BSテレ東） - ママ友 役[2]
- 日本一の最低男 ※私の家族はニセモノだった 第3話（2025年1月23日、フジテレビ） - 春木由佳 役[3]
- ホットスポット（2025年） - 白山プロデューサー 役[4]
- しあわせな結婚 第2話（2025年7月24日、テレビ朝日） - 検察官 役[5]

### 映画
- 脚の生えたおたまじゃくし（2009年） - かよこ 役
- 白ゆき姫殺人事件（2014年） - 尾崎真知子 役
- 幕が上がる（2015年）
- 残穢（2016年） - 益子美和 役
- 22年目の告白（2017年）
- リミテッド・オブ・スリーピングビューティ（2017年） - ツバキ 役
- ゼニガタ（2018年） - サチコ 役
- 鈴木家の嘘（2018年） - 米山 役
- 21時の3人（2018年） - みどり 役
- 絶対においていってはいけない　THE MOVIE（2018年） - 川面 役
- 愛がなんだ（2019年）
- EARTHQUAKE BIRD（2019年）
- 中川さんの象のじょうろを乗せる　THE MOVIE（2019年）
- 無頼（2020年）
- 銃2020（2020年）
- ファーストラヴ（2020年）
- 老後の資金がありません!（2020年）
- 騙し絵の牙（2020年）
- アンダードッグ（2020年） - 美佐 役
- プリテンターズ（2020年）
- 真夜中乙女戦争（2021年）
- みちかけ（2021年） - 高倉鈴華 役
- レンタル×ファミリー（2023年） - 堀内雅美 役
- 湖の女たち（2024年） - 二谷紀子 役[6]
- 中山教頭の人生テスト（2025年）[7]

### 舞台
- 天才バカボンのパパなのだ（2024年） - レレレのおばさん 役[8]